# Amorium

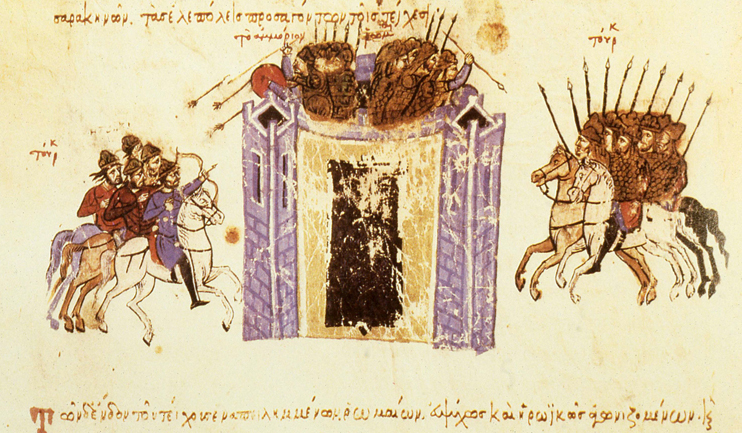
Beleg van Amorium afgebeeld in de dertiende eeuw

Amorium was een Byzantijns-Romeinse stad. De locatie van de stad bevond zich rond de huidige Turkse plaats Hisar in Afyonkarahisar. In het Oudgrieks werd Amorium aangeduid als Amorion. Islamitische en Arabische bronnen vermelden Amorium als "Amoriyya (عمورية)". De archeologische opgravingen van Amorium worden naast het dorp Hisar uitgevoerd. Tijdens de opgravingen hebben de archeologen de bovenstad uit de 5e eeuw na Chr. teruggevonden.
De naam Amorium wordt wel in verband gebracht met "amor", het Latijnse woord voor 'liefde', maar het 'amor' uit de naam komt oorspronkelijk uit India en betekent eigenlijk "moeder". Daarom heeft Amorium een band met de cultus van de moedergodin in Anatolia.
De bekende fabelschrijver Aesopus is volgens velen in Amorium geboren en getogen. Maar daarnaast hebben de historici andere meningen over bestaan en levenswijze van Aesopus in Amorium.
In 838 werd de stad door de Arabieren geplunderd. De garnizoenshoofden werden na een jarenlange gevangenschap in 845 omgebracht omdat ze weigerden zich te bekeren tot de islam (de 42 martelaren van Amorium, die in de Orthodoxe Kerk gevierd worden op 6 maart).